# Als het avond is
Als het avond is is een nummer van het Nederlandse duo Suzan & Freek. Het nummer werd op 2 november 2018 uitgebracht als hun debuutsingle. In 2019 verscheen het tevens op hun debuutalbum Gedeeld door ons.

## Achtergrond
Als het avond is is geschreven door Suzan Stortelder en Freek Rikkerink in samenwerking met Arno Krabman en Léon Palmen en is geproduceerd door Krabman. Het is het eerste nummer dat het duo zelf heeft geschreven, nadat zij al enkele jaren online covers hadden geplaatst. Oorspronkelijk was het een Engelstalig nummer met de titel "A Night Like This", maar het duo besloot al snel dat een Nederlandstalige tekst beter paste. Stortelder vertelde over de betekenis van het nummer: "Het gaat over het gevoel dat we allebei weleens hebben gehad dat je iemand erg mist. Dat kan een familielid zijn of een vriend waarmee je het contact langzaam verliest. Je kunt niet meer praten, je bereikt de ander niet meer." Rikkerink voegde hieraan toe: "Je leeft misschien nog wel met elkaar en weet dat je het gesprek erover moet aangaan. Maar dat ga je uit de weg."
Suzan & Freek waren oorspronkelijk niet zeker of hun eigen composities bij het publiek aan zouden slaan. Rikkerink vertelde hierover: "We dachten: laten we eens wat proberen. Als het niks wordt, zeggen we het tegen niemand en gooien we het in de prullenbak. Om half elf was er koffie, om elf uur begonnen we en toen we om vijf uur naar huis gingen, was 'Als het avond is' af." Het duo stuurde een demoversie van Als het avond is naar platenmaatschappij Sony Music Entertainment om feedback te krijgen. Sony reageerde al snel met de vraag of zij het uit mochten brengen als single.
Nadat het de hitlijsten betrad, duurde het nog lang voordat Als het avond is hoge ogen gooide. Pas in de zeventiende week van notering bereikte het de eerste plaats in de Nederlandse Top 40, waar het drie weken bleef staan. In de Single Top 100 werd het ook een grote hit, maar kwam het niet verder dan de derde plaats. Nadat in Nederland de eerste plaats werd bereikt, kwam de single ook in de Vlaamse Ultratop 50 terecht, waar een vierde plaats de hoogste notering was. De single heeft in Nederland de driedubbele platina status.

## Hitnoteringen

### Nederlandse Top 40
| Hitnotering: 08-12-2018 t/m 22-06-2019 | Hitnotering: 08-12-2018 t/m 22-06-2019 | Hitnotering: 08-12-2018 t/m 22-06-2019 | Hitnotering: 08-12-2018 t/m 22-06-2019 | Hitnotering: 08-12-2018 t/m 22-06-2019 | Hitnotering: 08-12-2018 t/m 22-06-2019 | Hitnotering: 08-12-2018 t/m 22-06-2019 | Hitnotering: 08-12-2018 t/m 22-06-2019 | Hitnotering: 08-12-2018 t/m 22-06-2019 | Hitnotering: 08-12-2018 t/m 22-06-2019 | Hitnotering: 08-12-2018 t/m 22-06-2019 | Hitnotering: 08-12-2018 t/m 22-06-2019 | Hitnotering: 08-12-2018 t/m 22-06-2019 | Hitnotering: 08-12-2018 t/m 22-06-2019 | Hitnotering: 08-12-2018 t/m 22-06-2019 | Hitnotering: 08-12-2018 t/m 22-06-2019 |
| Week:                                  | 1                                      | 2                                      | 3                                      | 4                                      | 5                                      | 6                                      | 7                                      | 8                                      | 9                                      | 10                                     | 11                                     | 12                                     | 13                                     | 14                                     | 15                                     |
| -------------------------------------- | -------------------------------------- | -------------------------------------- | -------------------------------------- | -------------------------------------- | -------------------------------------- | -------------------------------------- | -------------------------------------- | -------------------------------------- | -------------------------------------- | -------------------------------------- | -------------------------------------- | -------------------------------------- | -------------------------------------- | -------------------------------------- | -------------------------------------- |
| Positie:                               | 30                                     | 26                                     | 22                                     | 30                                     | 28                                     | 25                                     | 21                                     | 17                                     | 13                                     | 9                                      | 8                                      | 7                                      | 3                                      | 3                                      | 2                                      |
| Week:                                  | 16                                     | 17                                     | 18                                     | 19                                     | 20                                     | 21                                     | 22                                     | 23                                     | 24                                     | 25                                     | 26                                     | 27                                     | 28                                     | 29                                     |                                        |
| Positie:                               | 2                                      | 1                                      | 1                                      | 1                                      | 3                                      | 4                                      | 4                                      | 6                                      | 9                                      | 11                                     | 16                                     | 20                                     | 30                                     | 40                                     | uit                                    |

### NederlandseSingle Top 100
| Hitnotering: 12-01-2019 t/m 21-12-2019 | Hitnotering: 12-01-2019 t/m 21-12-2019 | Hitnotering: 12-01-2019 t/m 21-12-2019 | Hitnotering: 12-01-2019 t/m 21-12-2019 | Hitnotering: 12-01-2019 t/m 21-12-2019 | Hitnotering: 12-01-2019 t/m 21-12-2019 | Hitnotering: 12-01-2019 t/m 21-12-2019 | Hitnotering: 12-01-2019 t/m 21-12-2019 | Hitnotering: 12-01-2019 t/m 21-12-2019 | Hitnotering: 12-01-2019 t/m 21-12-2019 | Hitnotering: 12-01-2019 t/m 21-12-2019 | Hitnotering: 12-01-2019 t/m 21-12-2019 | Hitnotering: 12-01-2019 t/m 21-12-2019 | Hitnotering: 12-01-2019 t/m 21-12-2019 | Hitnotering: 12-01-2019 t/m 21-12-2019 | Hitnotering: 12-01-2019 t/m 21-12-2019 | Hitnotering: 12-01-2019 t/m 21-12-2019 | Hitnotering: 12-01-2019 t/m 21-12-2019 |
| Week:                                  | 1                                      | 2                                      | 3                                      | 4                                      | 5                                      | 6                                      | 7                                      | 8                                      | 9                                      | 10                                     | 11                                     | 12                                     | 13                                     | 14                                     | 15                                     | 16                                     | 17                                     |
| -------------------------------------- | -------------------------------------- | -------------------------------------- | -------------------------------------- | -------------------------------------- | -------------------------------------- | -------------------------------------- | -------------------------------------- | -------------------------------------- | -------------------------------------- | -------------------------------------- | -------------------------------------- | -------------------------------------- | -------------------------------------- | -------------------------------------- | -------------------------------------- | -------------------------------------- | -------------------------------------- |
| Positie:                               | 75                                     | 50                                     | 31                                     | 21                                     | 17                                     | 18                                     | 13                                     | 8                                      | 8                                      | 3                                      | 3                                      | 4                                      | 7                                      | 8                                      | 10                                     | 7                                      | 8                                      |
| Week:                                  | 18                                     | 19                                     | 20                                     | 21                                     | 22                                     | 23                                     | 24                                     | 25                                     | 26                                     | 27                                     | 28                                     | 29                                     | 30                                     | 31                                     | 32                                     | 33                                     | 34                                     |
| Positie:                               | 10                                     | 15                                     | 16                                     | 19                                     | 20                                     | 22                                     | 29                                     | 37                                     | 40                                     | 38                                     | 53                                     | 54                                     | 52                                     | 57                                     | 55                                     | 56                                     | 56                                     |
| Week:                                  | 35                                     | 36                                     | 37                                     | 38                                     | 39                                     | 40                                     | 41                                     | 42                                     | 43                                     | 44                                     | 45                                     | 46                                     | 47                                     | 48                                     | 49                                     | 50                                     |                                        |
| Positie:                               | 59                                     | 66                                     | 61                                     | 59                                     | 40                                     | 50                                     | 50                                     | 57                                     | 73                                     | 85                                     | 73                                     | 73                                     | 81                                     | 85                                     | 73                                     | 93                                     | uit                                    |

### VlaamseUltratop 50
| Hitnotering: (week 1 t/m 29) 30-03-2019 t/m 12-10-2019 Hitnotering: (week 30) 28-12-2019 | Hitnotering: (week 1 t/m 29) 30-03-2019 t/m 12-10-2019 Hitnotering: (week 30) 28-12-2019 | Hitnotering: (week 1 t/m 29) 30-03-2019 t/m 12-10-2019 Hitnotering: (week 30) 28-12-2019 | Hitnotering: (week 1 t/m 29) 30-03-2019 t/m 12-10-2019 Hitnotering: (week 30) 28-12-2019 | Hitnotering: (week 1 t/m 29) 30-03-2019 t/m 12-10-2019 Hitnotering: (week 30) 28-12-2019 | Hitnotering: (week 1 t/m 29) 30-03-2019 t/m 12-10-2019 Hitnotering: (week 30) 28-12-2019 | Hitnotering: (week 1 t/m 29) 30-03-2019 t/m 12-10-2019 Hitnotering: (week 30) 28-12-2019 | Hitnotering: (week 1 t/m 29) 30-03-2019 t/m 12-10-2019 Hitnotering: (week 30) 28-12-2019 | Hitnotering: (week 1 t/m 29) 30-03-2019 t/m 12-10-2019 Hitnotering: (week 30) 28-12-2019 | Hitnotering: (week 1 t/m 29) 30-03-2019 t/m 12-10-2019 Hitnotering: (week 30) 28-12-2019 | Hitnotering: (week 1 t/m 29) 30-03-2019 t/m 12-10-2019 Hitnotering: (week 30) 28-12-2019 | Hitnotering: (week 1 t/m 29) 30-03-2019 t/m 12-10-2019 Hitnotering: (week 30) 28-12-2019 | Hitnotering: (week 1 t/m 29) 30-03-2019 t/m 12-10-2019 Hitnotering: (week 30) 28-12-2019 | Hitnotering: (week 1 t/m 29) 30-03-2019 t/m 12-10-2019 Hitnotering: (week 30) 28-12-2019 | Hitnotering: (week 1 t/m 29) 30-03-2019 t/m 12-10-2019 Hitnotering: (week 30) 28-12-2019 | Hitnotering: (week 1 t/m 29) 30-03-2019 t/m 12-10-2019 Hitnotering: (week 30) 28-12-2019 | Hitnotering: (week 1 t/m 29) 30-03-2019 t/m 12-10-2019 Hitnotering: (week 30) 28-12-2019 |
| Week:                                                                                    | 1                                                                                        | 2                                                                                        | 3                                                                                        | 4                                                                                        | 5                                                                                        | 6                                                                                        | 7                                                                                        | 8                                                                                        | 9                                                                                        | 10                                                                                       | 11                                                                                       | 12                                                                                       | 13                                                                                       | 14                                                                                       | 15                                                                                       | 16                                                                                       |
| ---------------------------------------------------------------------------------------- | ---------------------------------------------------------------------------------------- | ---------------------------------------------------------------------------------------- | ---------------------------------------------------------------------------------------- | ---------------------------------------------------------------------------------------- | ---------------------------------------------------------------------------------------- | ---------------------------------------------------------------------------------------- | ---------------------------------------------------------------------------------------- | ---------------------------------------------------------------------------------------- | ---------------------------------------------------------------------------------------- | ---------------------------------------------------------------------------------------- | ---------------------------------------------------------------------------------------- | ---------------------------------------------------------------------------------------- | ---------------------------------------------------------------------------------------- | ---------------------------------------------------------------------------------------- | ---------------------------------------------------------------------------------------- | ---------------------------------------------------------------------------------------- |
| Positie:                                                                                 | 36                                                                                       | 14                                                                                       | 23                                                                                       | 21                                                                                       | 11                                                                                       | 5                                                                                        | 4                                                                                        | 6                                                                                        | 5                                                                                        | 9                                                                                        | 8                                                                                        | 9                                                                                        | 9                                                                                        | 12                                                                                       | 14                                                                                       | 16                                                                                       |
| Week:                                                                                    | 17                                                                                       | 18                                                                                       | 19                                                                                       | 20                                                                                       | 21                                                                                       | 22                                                                                       | 23                                                                                       | 24                                                                                       | 25                                                                                       | 26                                                                                       | 27                                                                                       | 28                                                                                       | 29                                                                                       |                                                                                          | 30                                                                                       |                                                                                          |
| Positie:                                                                                 | 10                                                                                       | 12                                                                                       | 13                                                                                       | 16                                                                                       | 16                                                                                       | 23                                                                                       | 21                                                                                       | 22                                                                                       | 33                                                                                       | 43                                                                                       | 47                                                                                       | 32                                                                                       | 44                                                                                       | uit                                                                                      | 38                                                                                       | uit                                                                                      |

### NPO Radio 2 Top 2000
| Nummer met noteringen in de NPO Radio 2 Top 2000 | '19 | '20 | '21 | '22 | '23 | '24 |
| ------------------------------------------------ | --- | --- | --- | --- | --- | --- |
| Als het avond is                                 | 278 | 262 | 390 | 478 | 429 | 609 |

1. ↑  Een vetgedrukt getal geeft de hoogste notering aan.
2. ↑  2019 was het eerste jaar met een notering voor dit nummer.